# Flush (chanson de Brian Welch)
Pour les articles homonymes, voir Flush (homonymie).
Singles de Brian "Head" Welch
Re-bel
(2009)
Flush est une chanson du musicien de rock américain Brian « Head » Welch. Elle est sortie en tant que premier single de son premier album solo, Save Me from Myself, en exclusivité sur l'iTunes Store le 8 juillet 2008.

## Production
Dans le livret numérique fourni avec Flush, Brian Welch commente la production de cette chanson. Celle-ci est « créée accidentellement » en 2005. Welch venait de finir d'écrire la chanson Save Me from Myself et prévoyait de quitter le studio pour la nuit. Cependant, il avait perdu la clé du studio d'enregistrement, et décida donc d'y rester pendant que son ami lui apportait la clé. Alors que Welch attendait son ami, il a cette pensée « Je vais rentrer à l'intérieur, attraper mon clavier, et quoi que mes mains fassent, j'en ferai une chanson ». Il commence immédiatement à jouer le riff d'ouverture de Flush et enregistre l'idée. Lors de l'enregistrement du son de lui en train de vomir pour le début de la chanson, Welch a apporté un microphone dans la salle de bain du studio. Il a ensuite « [préparé] une énorme tasse de liquides épais » et l'a vomi dans les toilettes.

## Thèmes
Brian Welch parle des thèmes qui ont inspiré les paroles de sa chanson dans le livret numérique fourni avec le titre. Il y explique que Flush concerne le fait de « tirer la chasse d'eau des toilettes sur toute la merde de la vie et de repartir à zéro ».
Quand il a écrit les paroles, il s'est rappelé les moments où il était plus jeune. Welch raconte : « Tous les drames que j'ai expérimentés alors que j'étais tout le temps bourré et sous drogue semblaient un sujet d'écriture intéressant et amusant. Ce style de vie est une pure folie, et je suis heureux d'en être sorti.". Il dit aussi que le but de ce morceau est d'inspirer les alcooliques et les accros aux drogues à devenir sobre. « Si je peux encourager ne serait-ce qu'un drogué ou un alcoolique à devenir sobre avec Flush, alors le morceau aura atteint son but ».

## Clip musical
Le clip de Flush est réalisé par Frankie Nasso de Nova Entertainment, et sort le 5 septembre 2008. Selon un communiqué de presse concernant le clip vidéo : 

« Le clip fait un surprenant contrepied pour la presse conservatrice, qui n'attendait pas cela de Head et de son réveil spirituel, et il montre une vision frontale, graveleuse, mais vraiment honnête et profonde de ce à quoi un individu peut être amené à faire pour satisfaire ses addictions aux drogues, à l'alcool ou à d'autres vices. Entouré de témoignages réels, et couvert d'allusions explicites, la performance de Head force l'attention et répondra à quiconque se pose encore la question de savoir s’il peut rocker aussi fort ou plus fort que ce qu'il faisait lorsqu'il jouait encore dernièrement au sein de Korn. Le message explicite du dernier écran fera longtemps et ardemment réfléchir les spectateurs sur les jugements préconçus qu'ils ont sur ceux que la société voit généralement comme des perdants »

.

Le contenu du clip vidéo aurait poussé certains revendeurs à retirer Save Me from Myself de leurs rayons. Cela incite Welch à fournir son explication concernant le clip vidéo : 

« La vidéo de Flush concerne l'addiction à la crystal meth, et toutes les choses folles que quelqu'un d'accro à la méthamphétamine est capable de faire quand il est défoncé ou pour avoir sa dose. Tout ce que les mannequins font dans la vidéo représente ce dans quoi j'étais enserré lorsque j'étais addict à la meth. La vidéo est un point de vue vraiment réaliste de ce qu'est l'addiction et de là où ça peut mener si tu te fais hameçonner. Je comprends que les images des mannequins puisse paraître en trop pour certaines personnes, mais honnêtement, j'ai juste essayé d'être vrai concernant ce qui est arrivé dans ma vie, et de montrer où j'étais avant, tout comme je l'ai fait pour montrer où je suis maintenant. J'étais totalement emprisonné par la meth... J'aurais fait n'importe quoi pour avoir ma meth... Je crois que je serais mort aujourd'hui si j'avais continué à consommer de la meth, mais au lieu de cela, j'ai choisi d'abandonner ma vie à Christ et de mourir à moi-même afin qu'il puisse partager sa résurrection avec moi... D'une manière significative, les images vont de pair avec ce que les jeunes (qui ne sont pas des acteurs) du début de la vidéo disent avec honnêteté concernant leurs addictions. »

## Réception
La réception de Flush a été plutôt neutre. Certains critiques ont trouvé l'introduction vomitive étrange, et le rédacteur d'Allmusic William Ruhlmann écrit à ce sujet : « ... il ne doit pas y avoir beaucoup d'albums chrétiens qui contiennent des chansons comme Flush qui commencent et finissent avec le son de quelqu'un vomissant dans des toilettes ». Certains critiques pensent même que l'introduction du vomissement n'était pas nécessaire, et Andrea Goforth, rédactrice de Christianity Today, fait le commentaire suivant : « [Je] ne pense pas qu'il était vraiment nécessaire d'enregistrer le son de quelqu'un qui vomit [...] pour exprimer la laideur de l'ivresse et des dépendances... ». Goforth continue à critiquer Flush, en le comparant au single de 1998 de Korn, Freak on a Leash, « Flush ... n'a pas le même effet que Freak on a Leash en 1998 ». Malgré les critiques, Goforth avoue que la chanson a « quelques bons aspects dans son interprétation de ce qu'est la dépendance" [...] L'approche de Head en matière d'écriture de chansons est honnête et sans compromis. Plutôt que d'emprunter la voie facile, il choisit de faire une confession profonde ».
Certains critiques, cependant, font l'éloge de la chanson. Rick Florino, rédacteur d'ARTISTdirect, déclare : « [...] Flush [...] fait la part des choses entre l'accrocheur et l'épique [...] La chanson elle-même invite à de multiples écoutes, avec de nombreuses couches à approfondir à chaque fois. ».
Le rédacteur de Jesusfreakhideout, Kevin Hoskins, fait également l'éloge du message de la chanson, déclarant : « Flush consiste à jeter toutes les ordures de notre vie. La partie hurlée finale de « Allez, lève-toi, change » achève de convaincre ».

## Liste des pistes

### Disque compact
| No | Titre                | Durée |
| -- | -------------------- | ----- |
| 1. | Flush (Radio edit)   | 4:15  |
| 2. | Flush (Puke version) | 4:21  |

### Téléchargement numérique
| No | Titre | Durée |
| -- | ----- | ----- |
| 1. | Flush | 4.44  |

### Téléchargement numérique de luxe
| No | Titre               | Durée |
| -- | ------------------- | ----- |
| 1. | Flush               | 4.43  |
| 2. | Flush (Music Video) | 5.15  |

## Participants
| - Brian Welch – Voix, guitare principale, producteur - Tony Levin – guitare basse - Archie J. Muise, Jr. – guitare rythmique - Josh Freese – batterie - Steve Delaportas – Producteur | - Ralph Patlan – Mixage - Carlos Castro – Ingénieur du son - Randy Emata – Édition, effets sonores - Alonso Murillo – Photographie, artwork - Dave Shirk – Mastering |